# 大國魂神社 (いわき市)

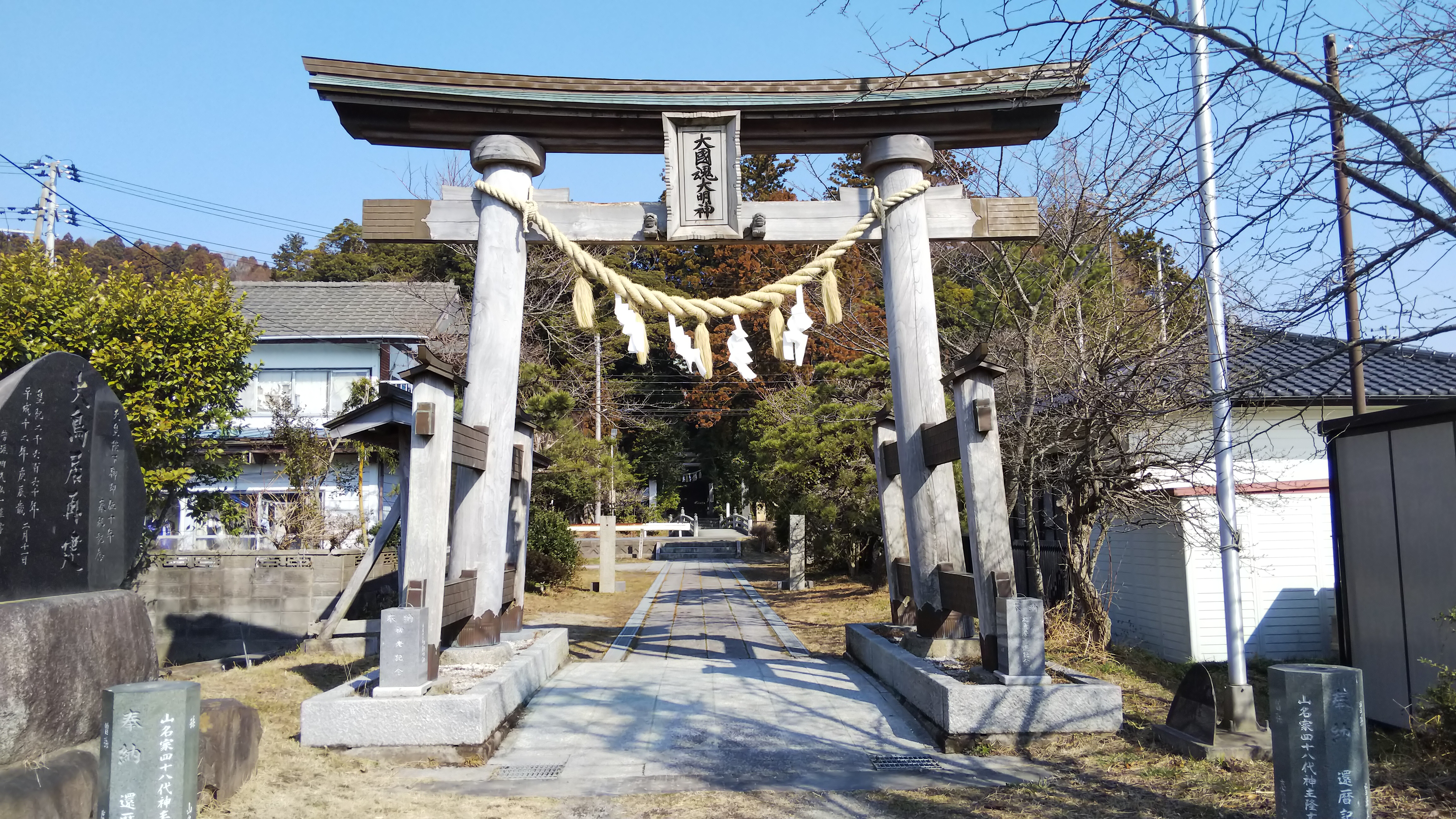
一の鳥居

大國魂神社（おおくにたまじんじゃ）は、福島県いわき市平菅波にある神社。式内小社で、旧社格は県社。

## 祭神
- 大己貴命
- 事代主命
- 少彦名命

## 歴史

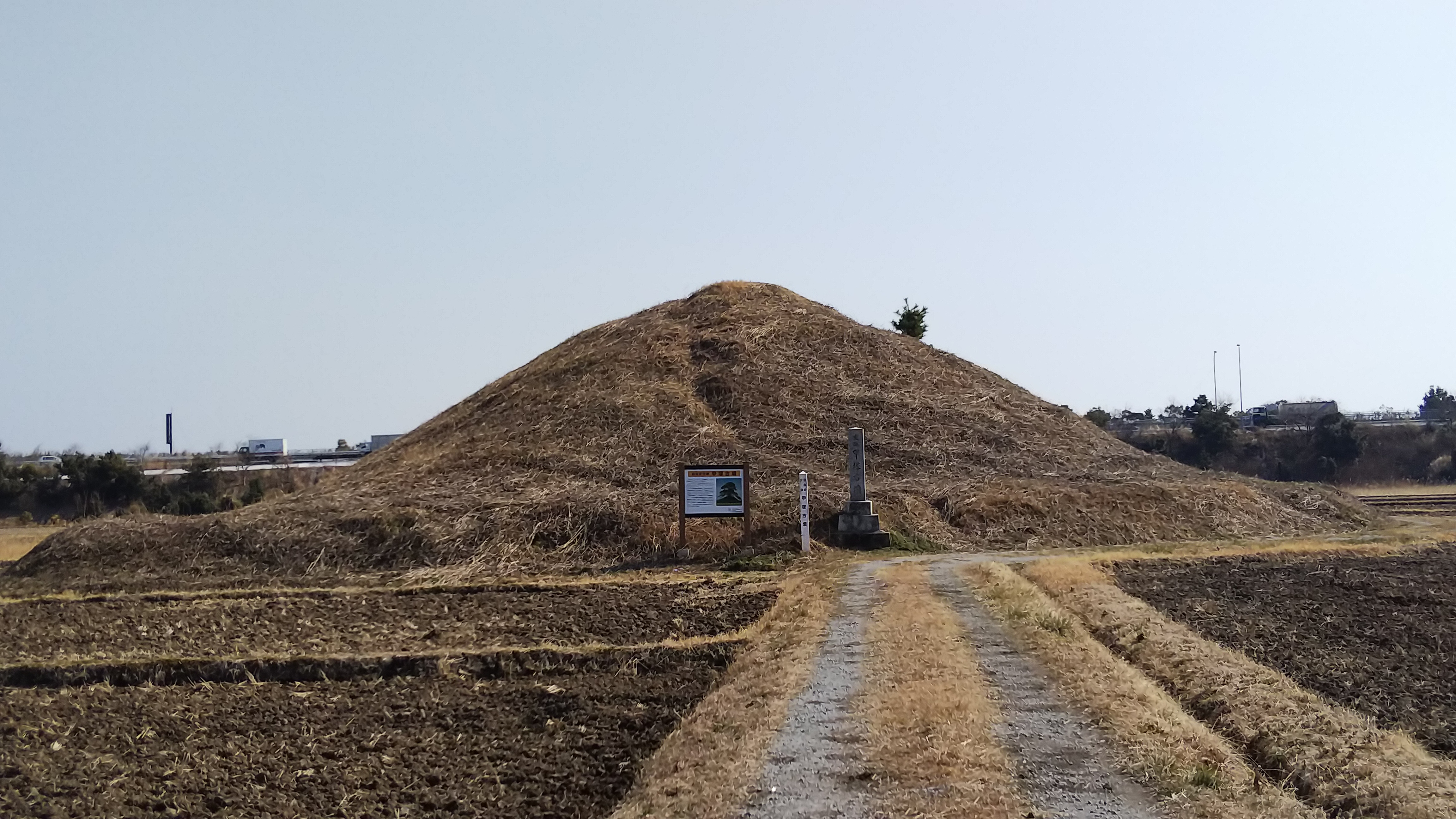
甲塚古墳一説に石城国造の墳墓と考えられている。

社伝によれば、桓武天皇の延暦年間、征夷大将軍坂上田村麻呂が勅を奉じて東夷を征伐したとき、当地を通過し一古祠の甚だ荒蕪してあるを見、これをこの地の人に問い、はじめて大国魂神社なるを知り、勝戦を祈り、幾ばくももなくして賊平らいだために大社を築造して奉賽されたという。
付近には奈良時代の廃寺跡や甲塚古墳といった古代遺跡が点在しており、『先代旧事本紀』巻十『国造本紀』に「石城国造」の名も見られることから、当地は石城国造の根拠地であったと推定され、当社は氏神、甲塚古墳は墳墓と考えられている。また、養老2年（718年）から数年の間石城国が設置されており、その国府所在地とも考えられている。
その後延喜式神名帳では小社となり、当地方の代々の領主たちの崇敬も厚く、江戸時代には磐城平藩主であった内藤氏や安藤氏により神輿の寄進、文書の確定および社殿の造営などが次々になされた。

## 文化財
国魂文書（福島県指定重要文化財）
鎌倉時代から南北朝時代の古文書。八槻文書や飯野文書とともに中世の重要史料である。中でも、北畠顕家、足利尊氏の袖判のある文書や岩城氏の始祖を知る「古系図」は極めて重要である。

## 境内
本殿はいわき市指定有形文化財に指定されている。

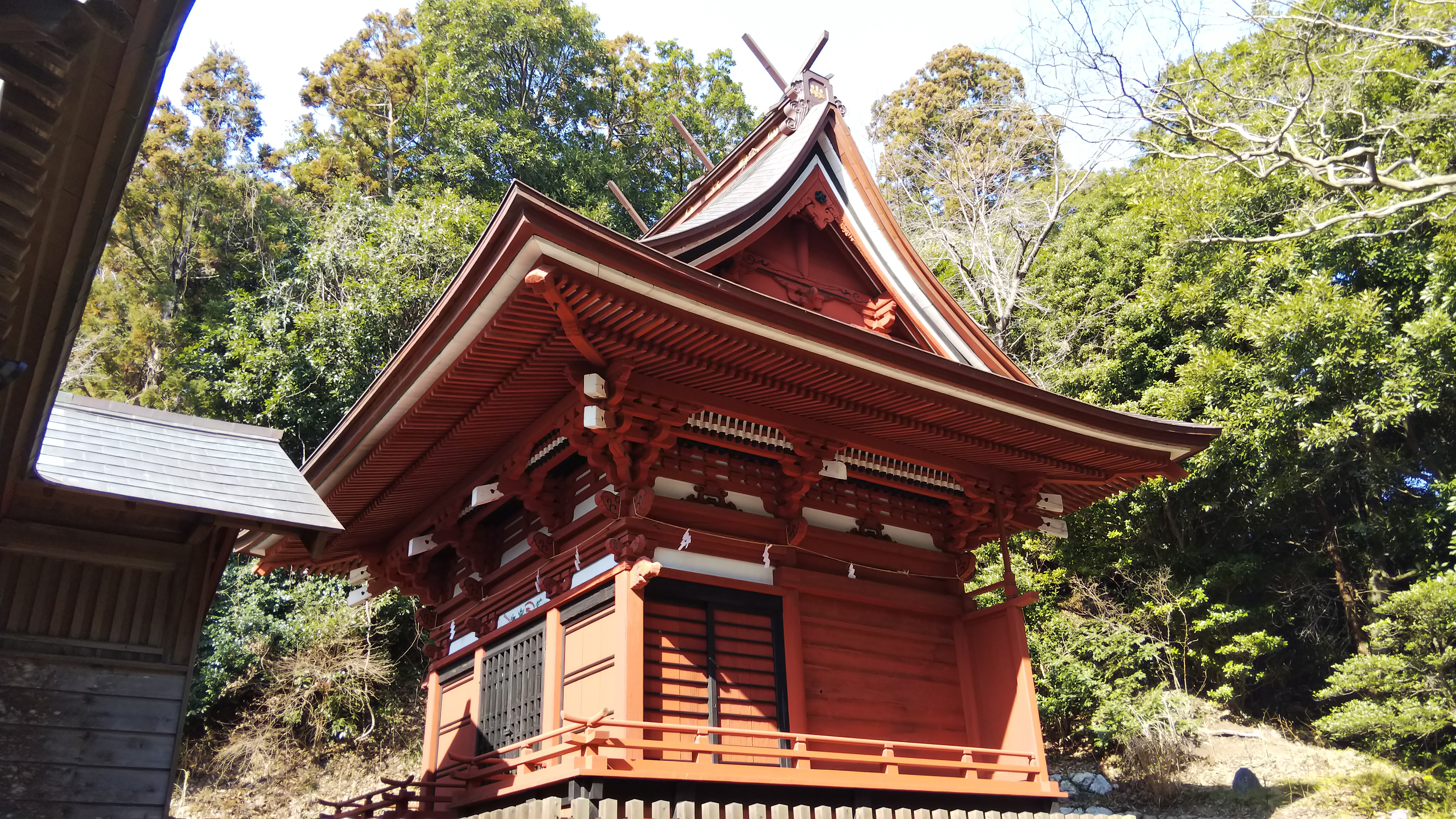
本殿
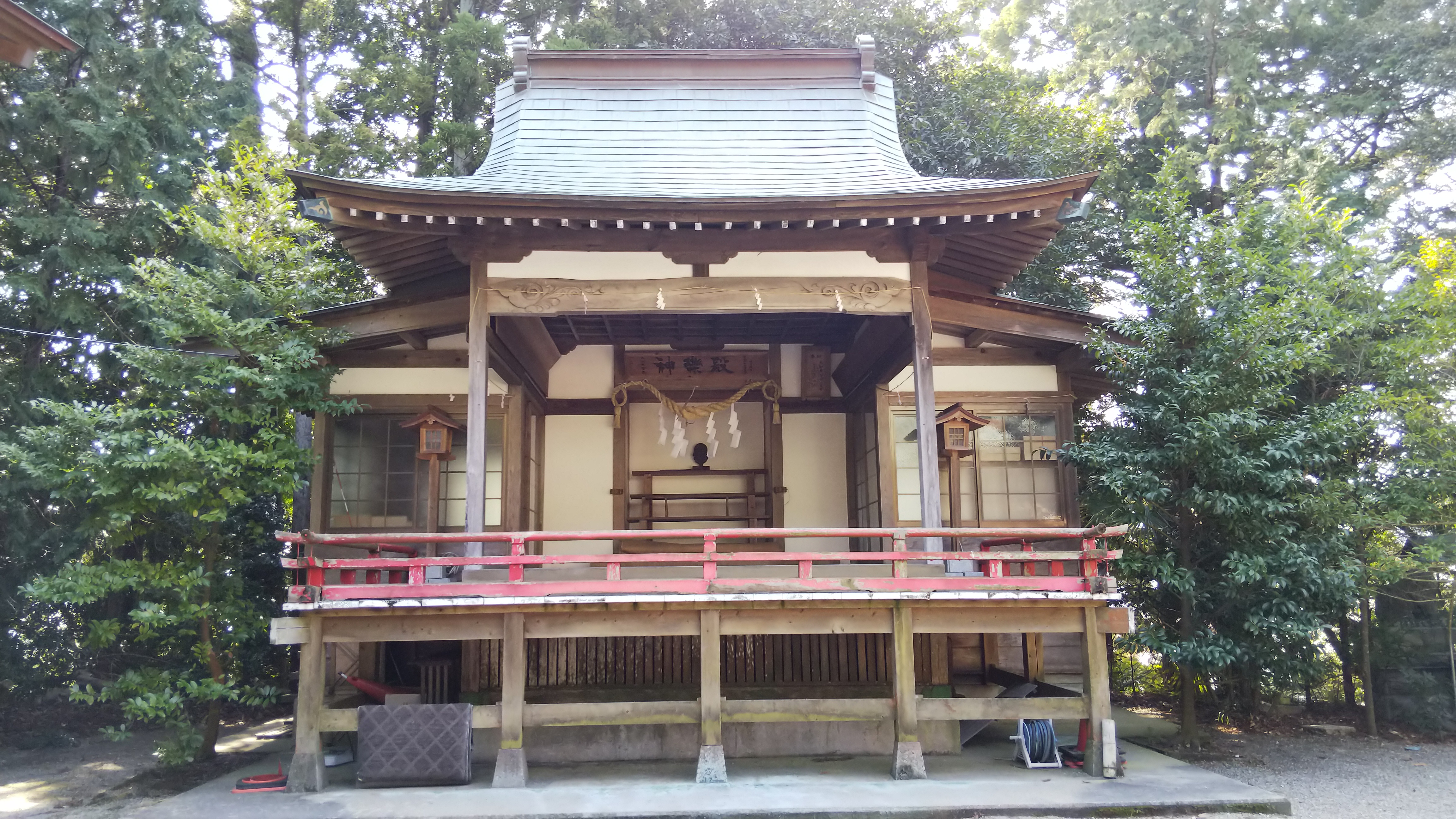
神楽殿

## 交通
- 常磐線いわき駅より、新常磐交通夏井経由西原行バスで「大国魂神社」バス停下車
- 国道6号常磐バイパスと福島県道229号甲塚古墳線との立体交差から車で1分